# Kakkeys
Kakkeys（カッキーズ）は、主にスレッドフロート型掲示板を攻撃するトロイの木馬である。2005年に発見された。Microsoft Windowsが感染する。
2ちゃんねる、livedoorしたらばなどのスレッドフロート型掲示板にスクリーンショットのアップロード、パソコン内にある情報を書き込む。